# قلعه تاگپرا

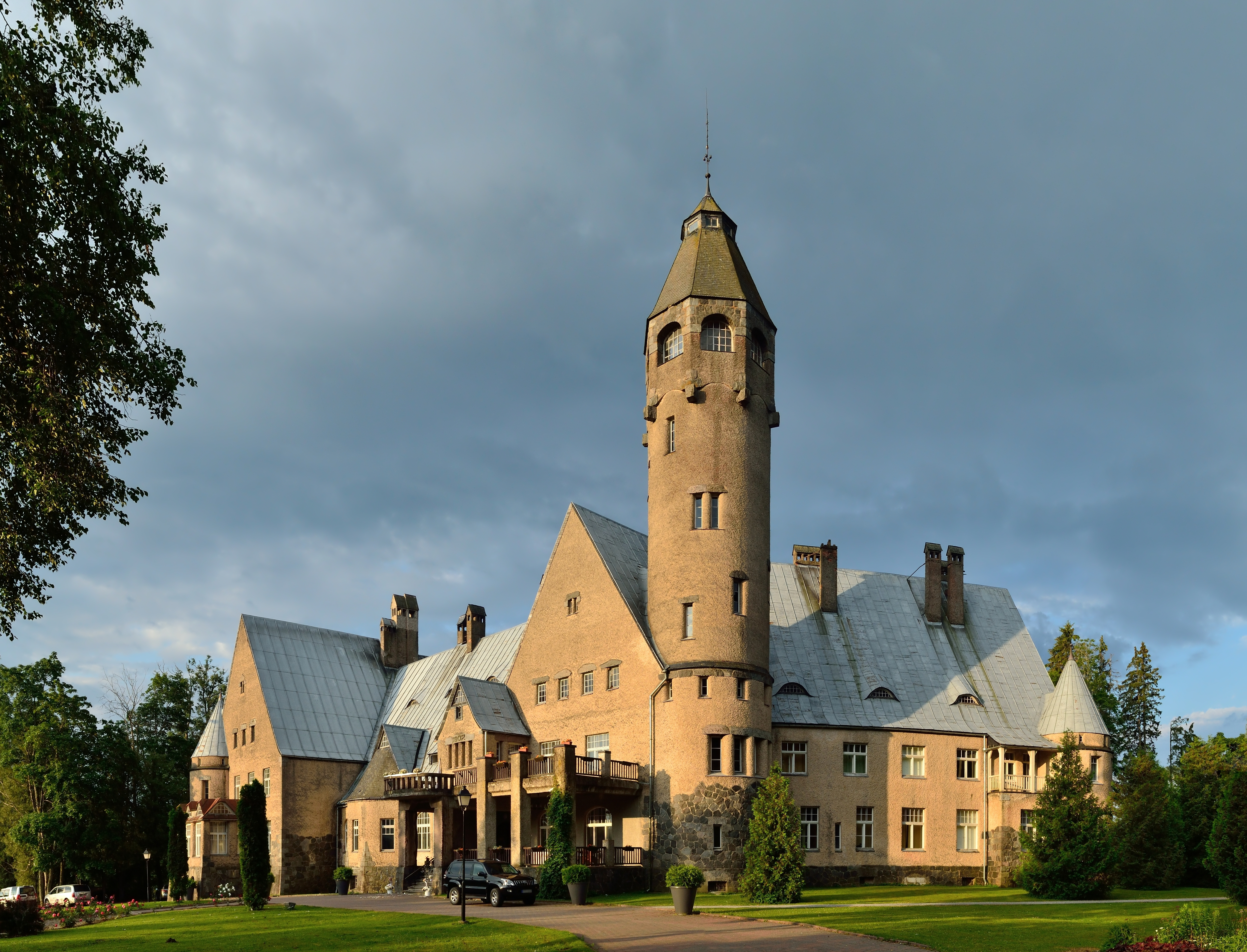
قلعه تاگپرا

قلعه تاگپرا (انگلیسی: Taagepera Castle) یک عمارت در روستای تاگپرا، دهستان هلمه، شهرستان والگا، استونی است که در سال ۱۹۹۹ به‌عنوان یک اثر فرهنگی ثبت ملی شده‌است. عمارت دارای یک برج به ارتفاع ۴۰ متر است.
اولین اثر ثبت شده از این عمارت مربوط به قرن شانزدهم است، در دوران حکومت لهستانی و حکومت سوئدی استونی، عمارت متعلق به خانواده ربیندر بود اما در سال ۱۶۷۴ به اتو فون استکلبرگ سرگرد سوئدی فروخته شد.
ساختمان فعلی عمارت در سال ۱۹۰۷ توسط اوتو ویلدائو با سبک هنر نو ساخته شد و پس از جنگ استقلال استونی در سال ۱۹۱۹، به یک آسایشگاه تبدیل شد و در سال ۲۰۰۲ به هتل تغییر کاربری داد و در سال ۲۰۱۸ مورد بازسازی قرار گرفت.

## نگارخانه

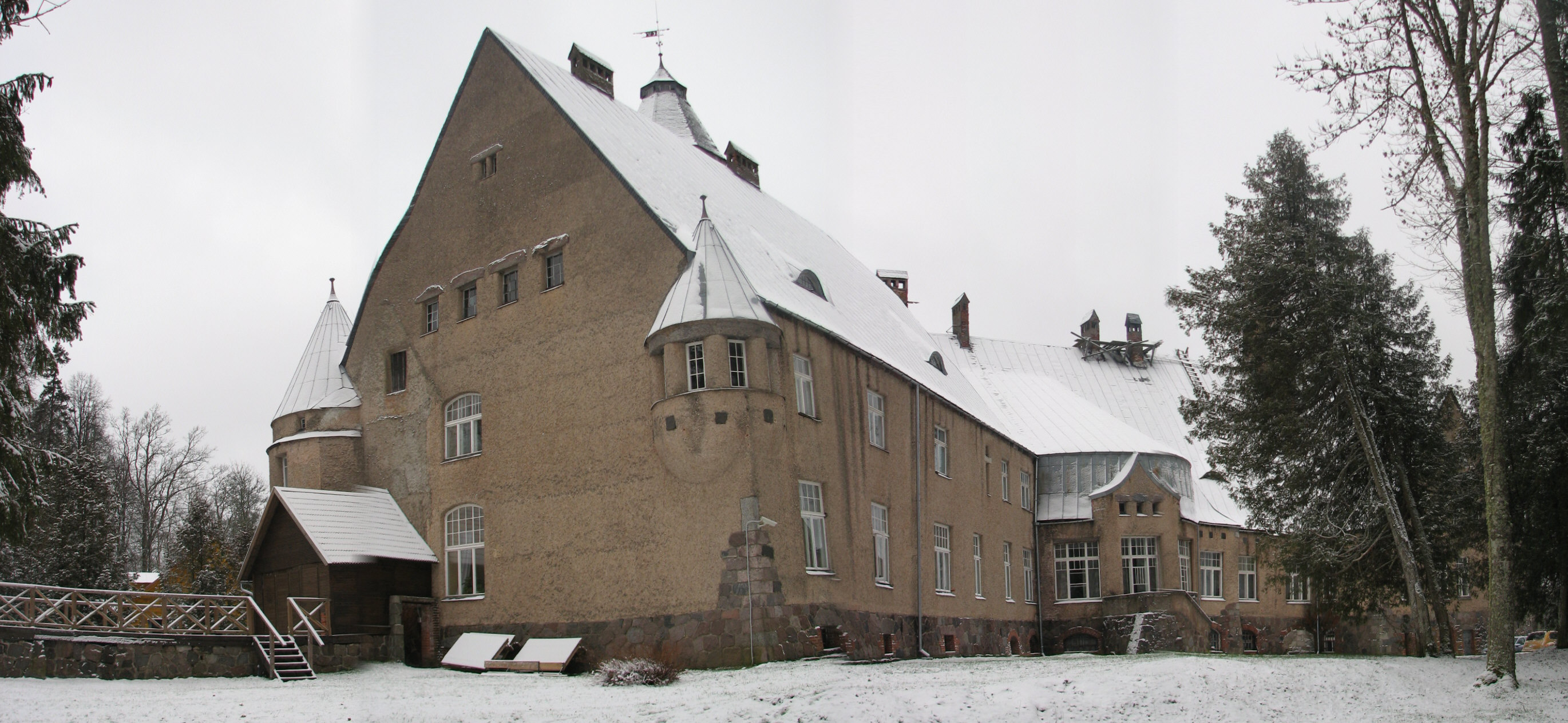
Exterior view
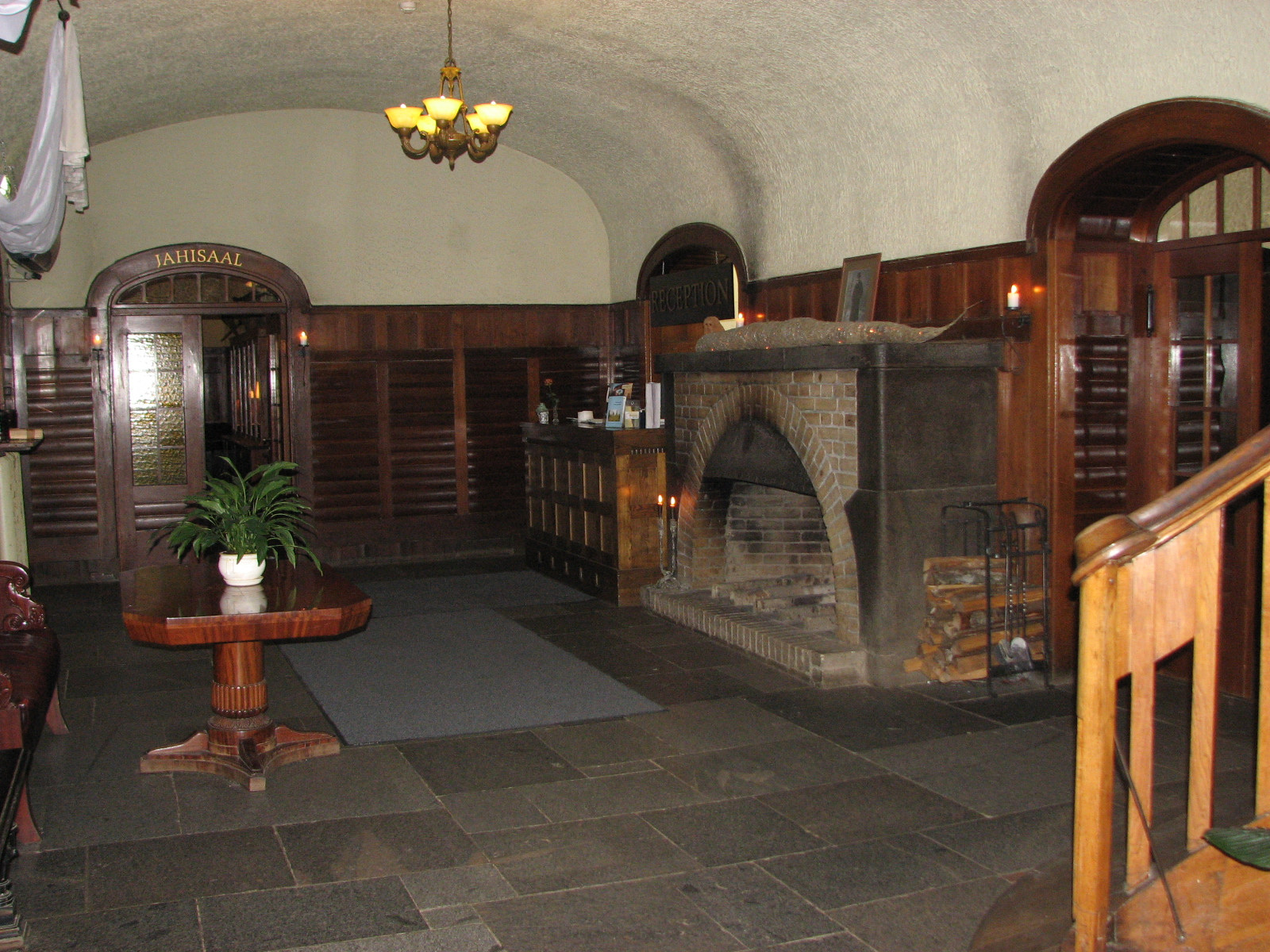
Lobby
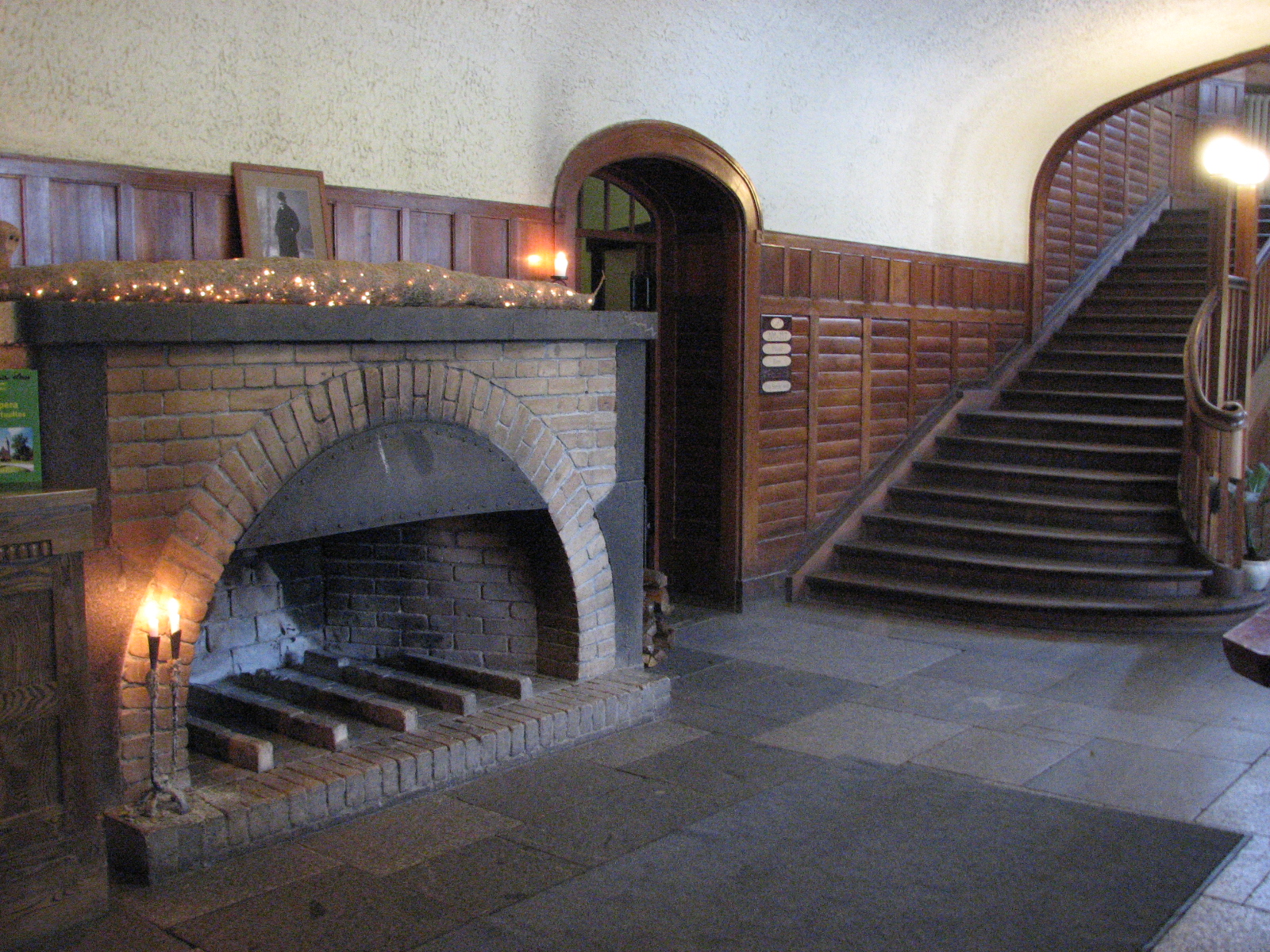
Lobby
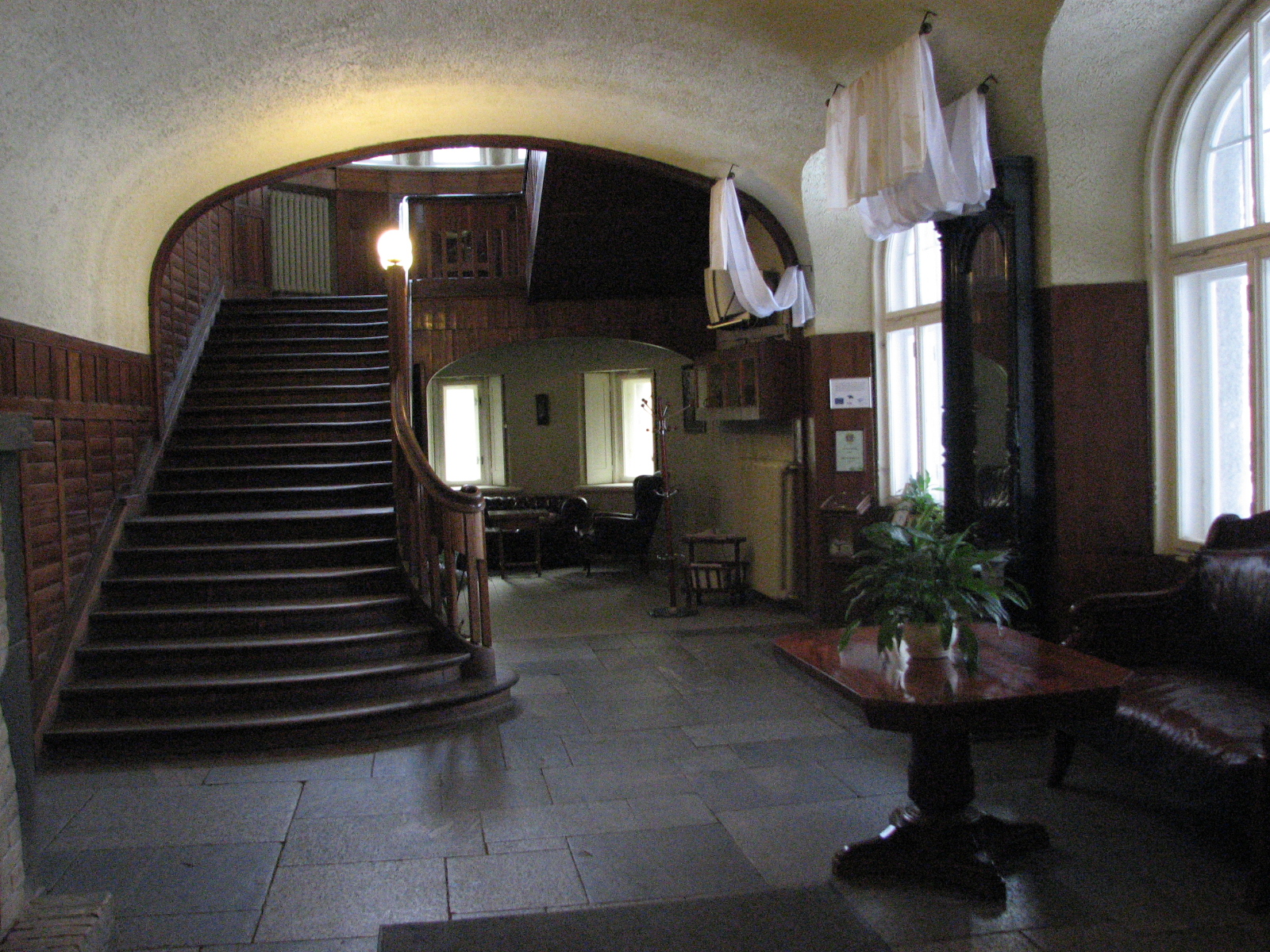
Lobby
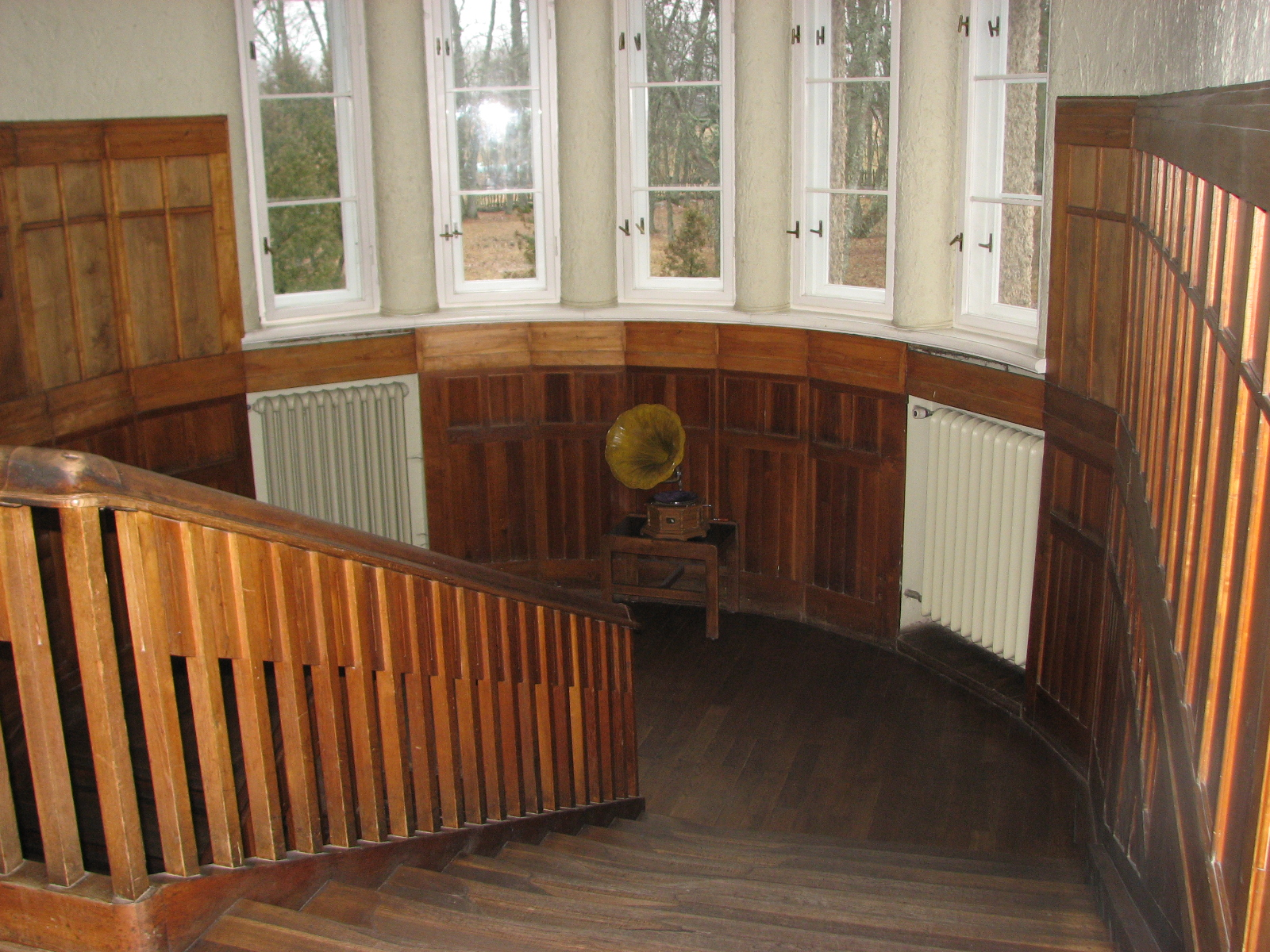
Stairway to second floor
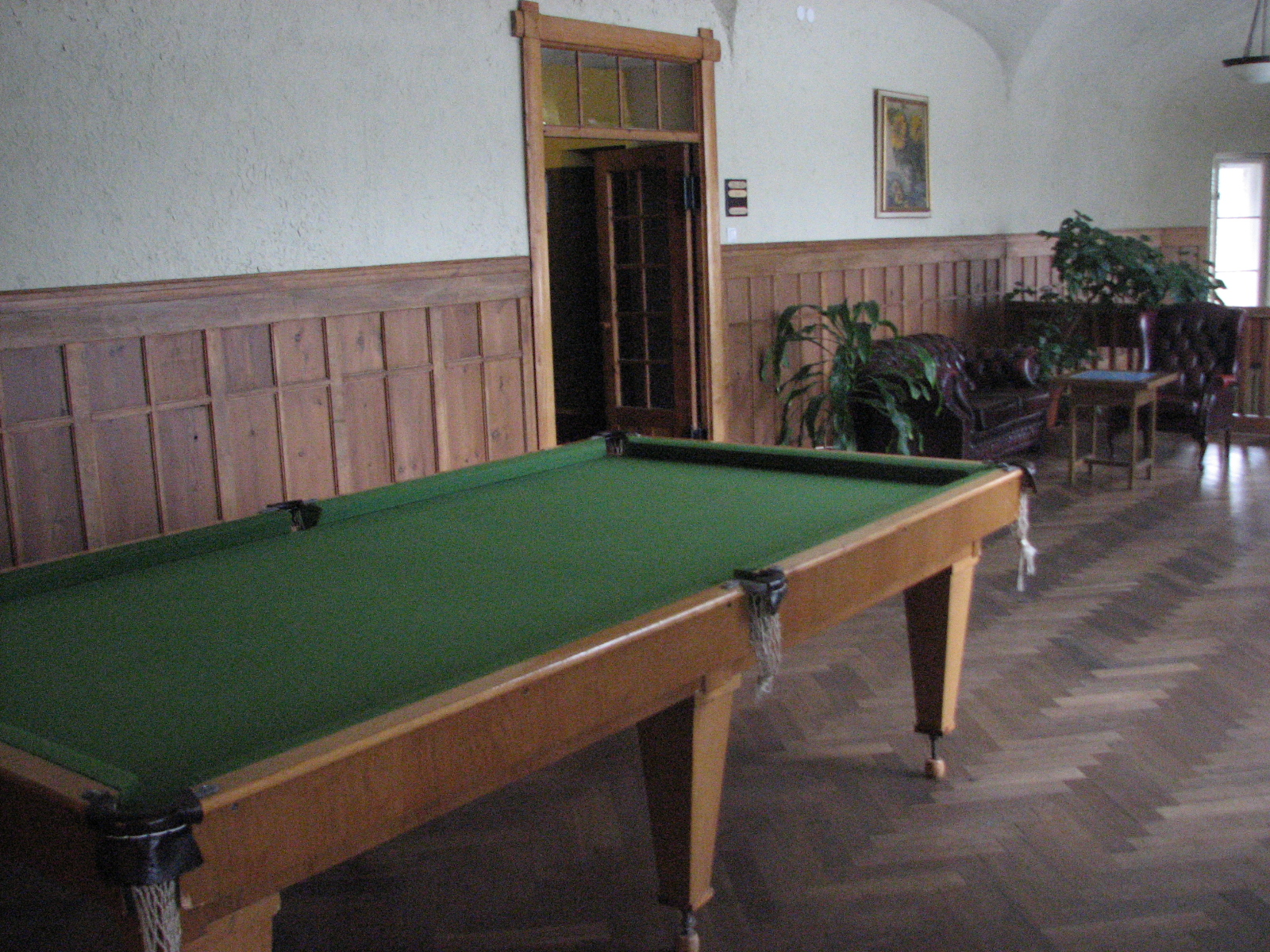
Billiards room on the second floor
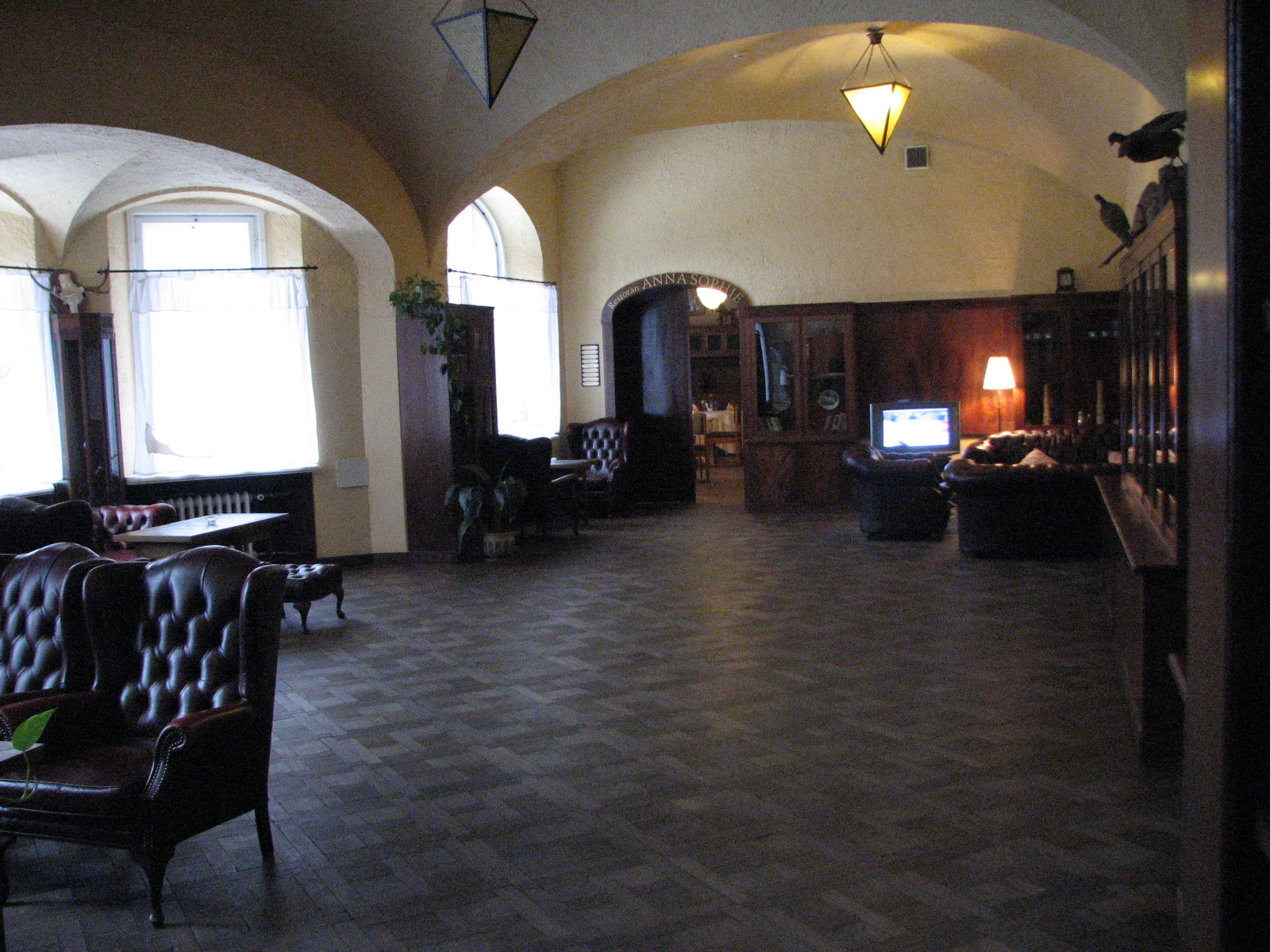
Jahisaal
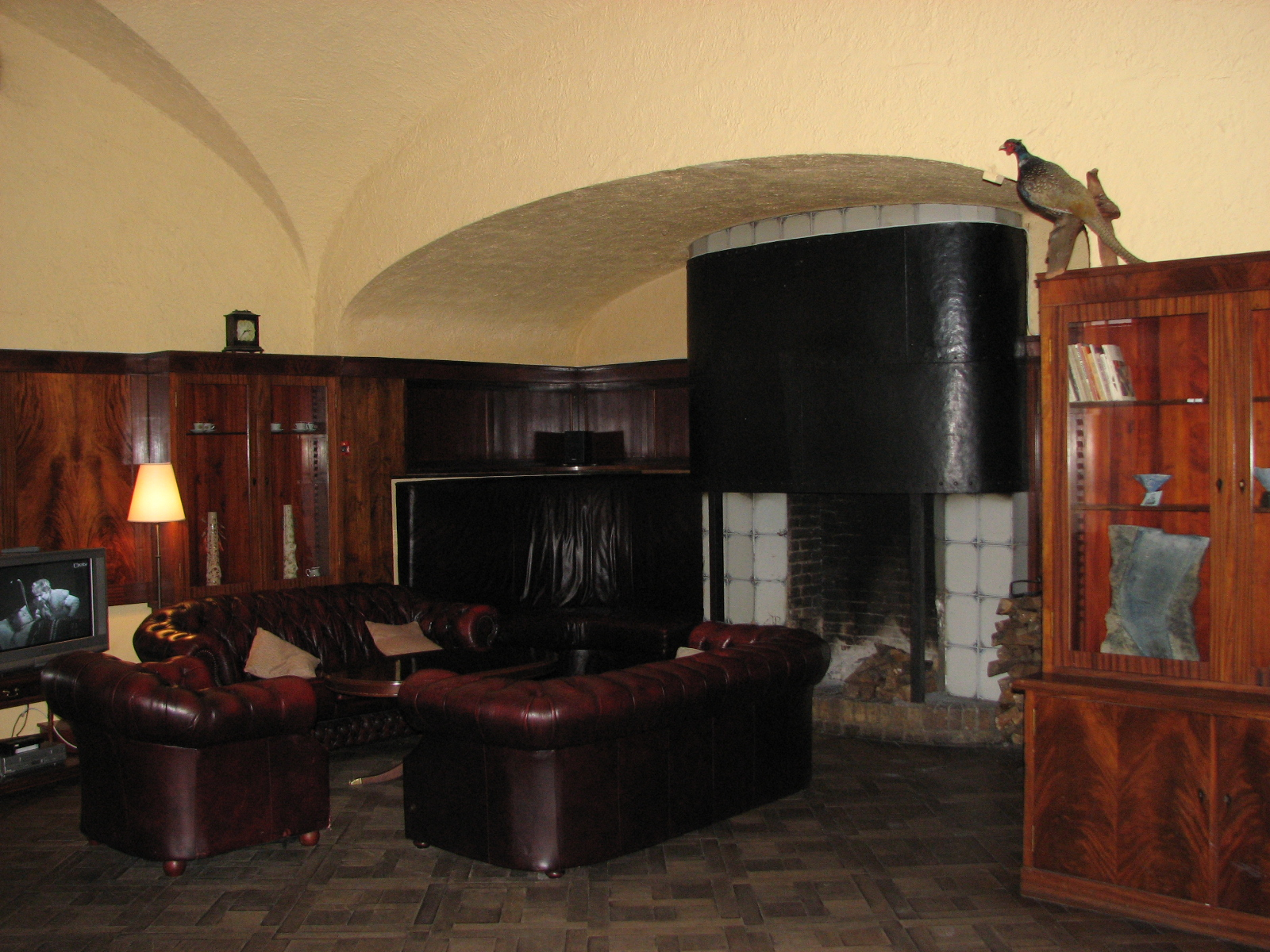
Jahisaal
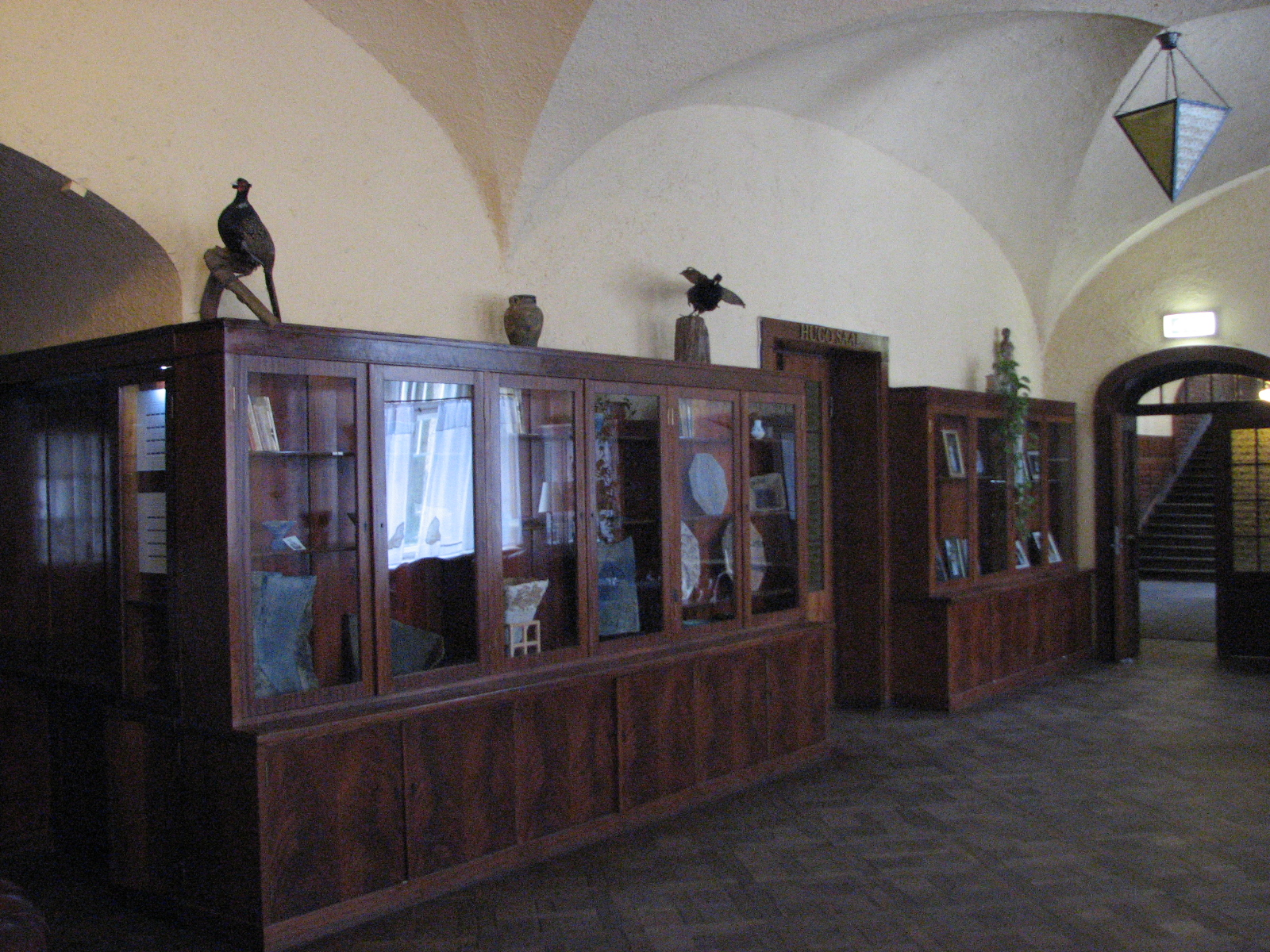
Jahisaal
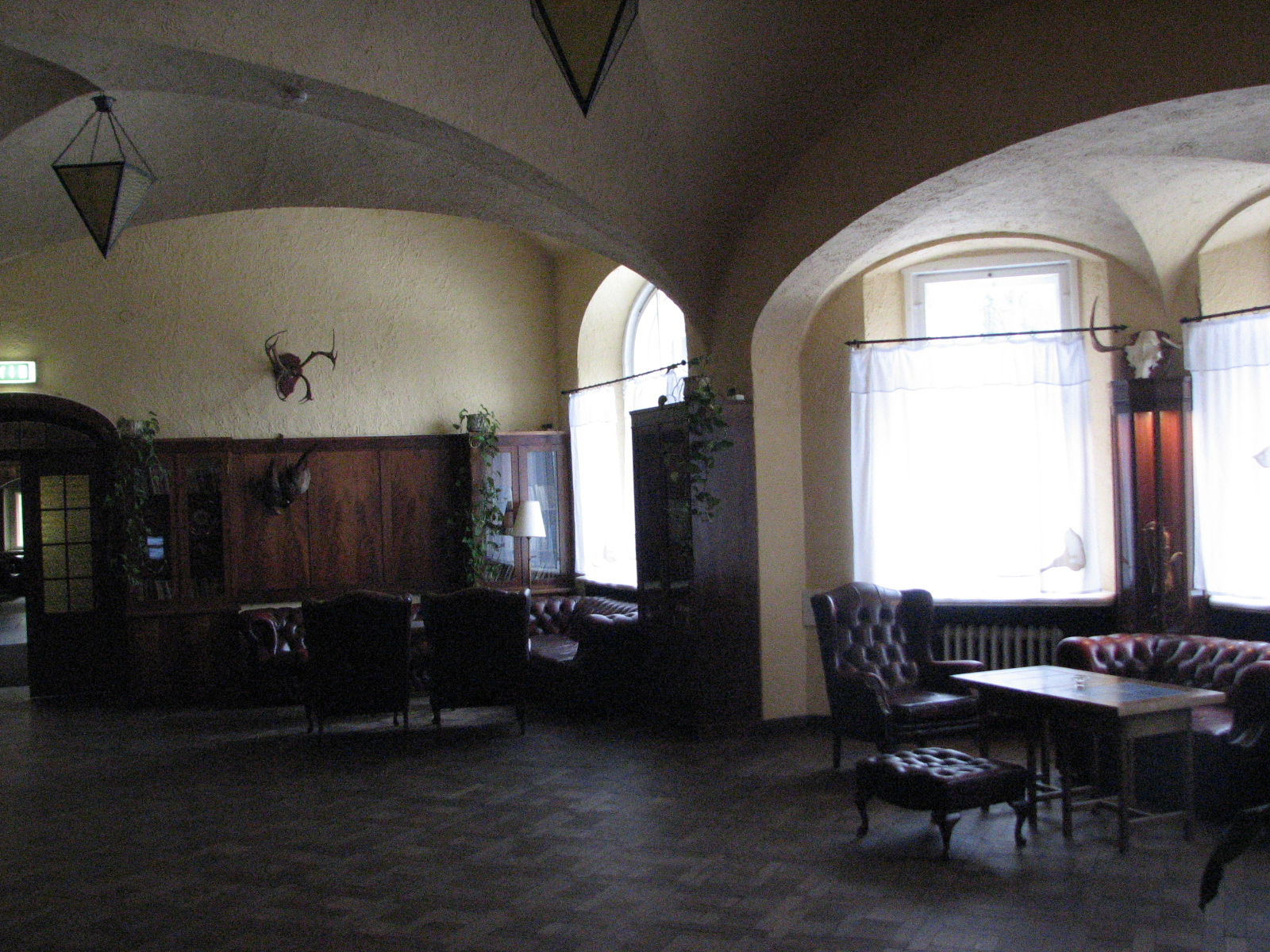
Jahisaal
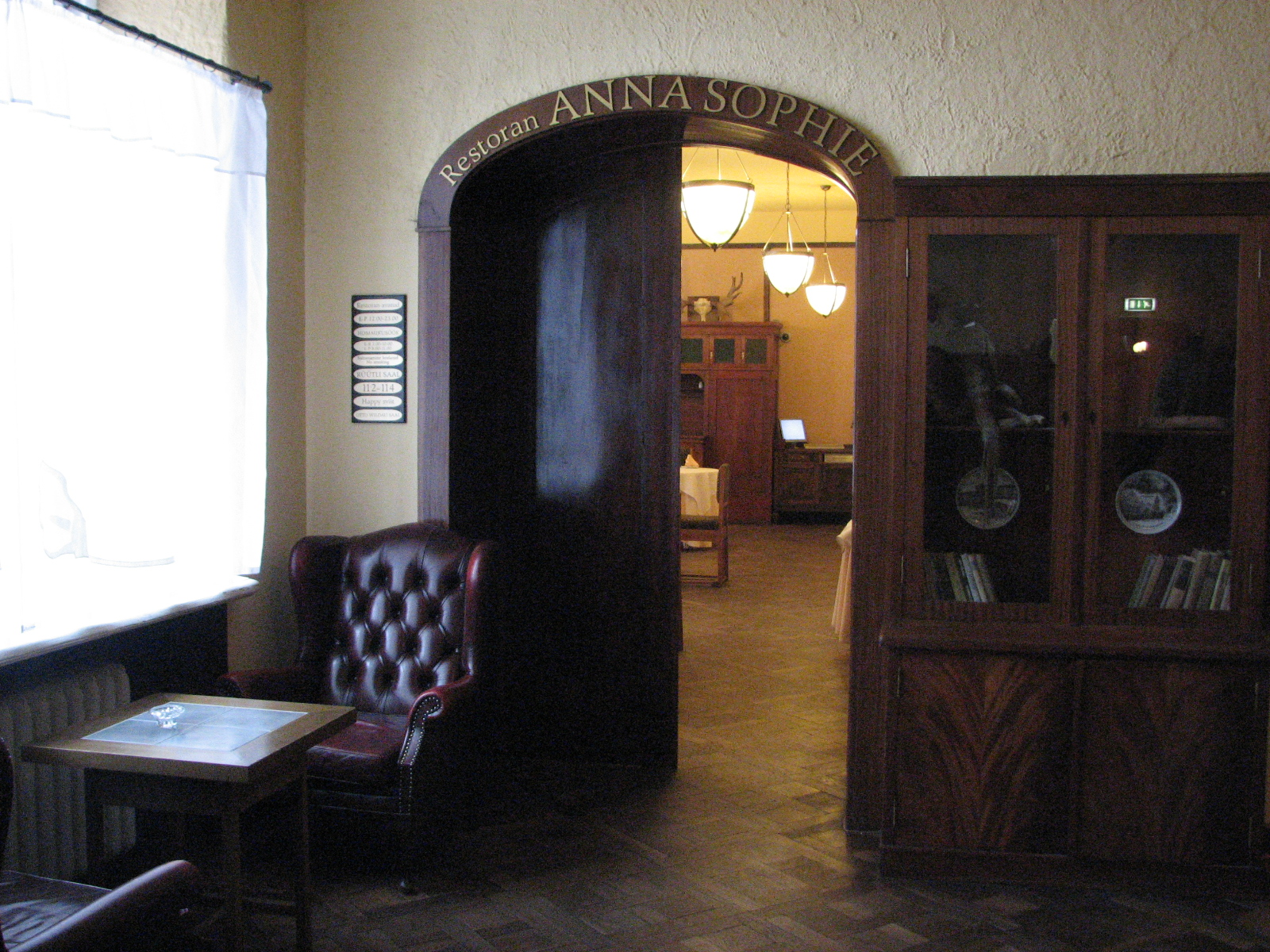
Jahisaal
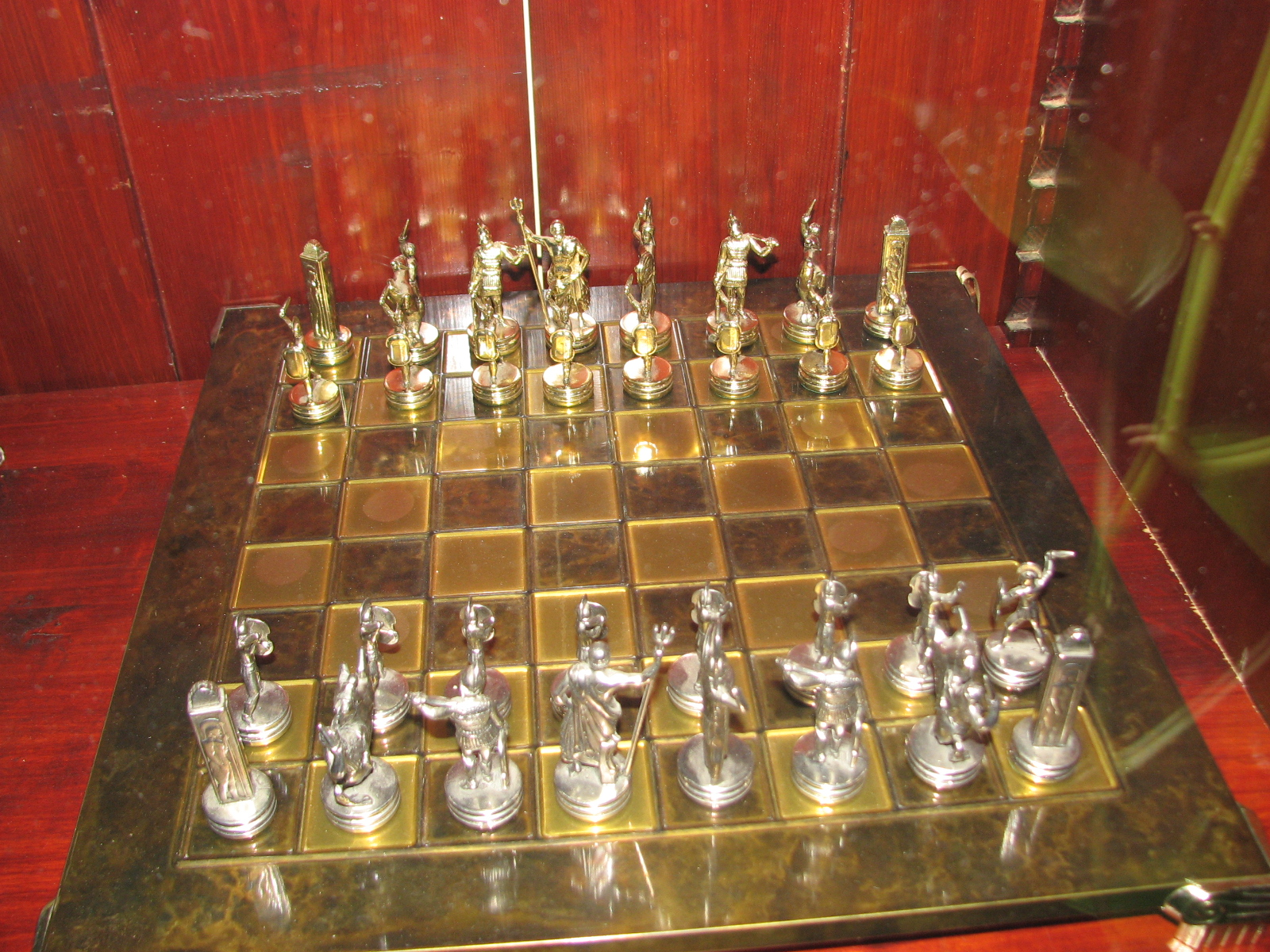
Jahisaal - a chess board in the hall
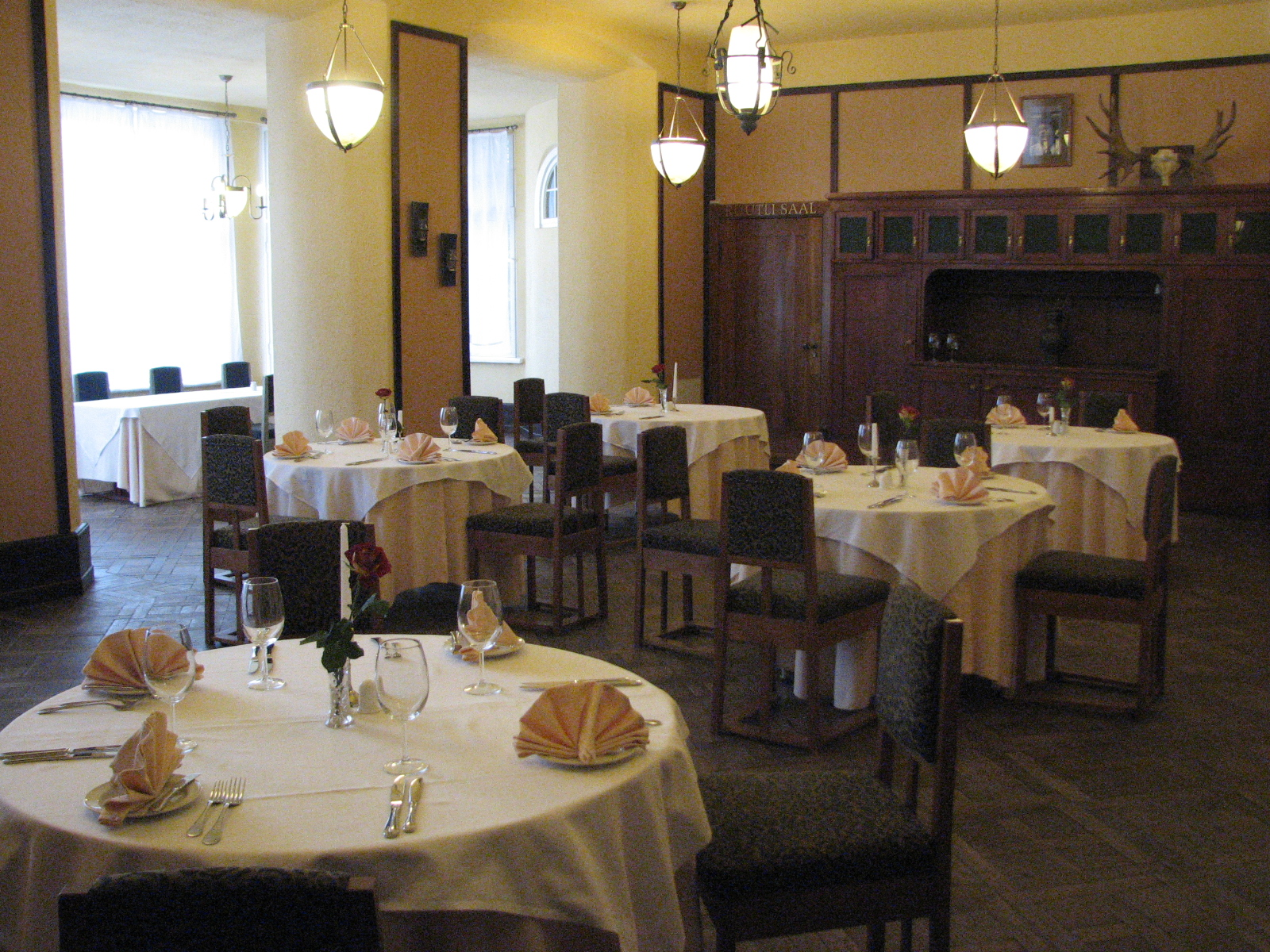
Anna Sophie restaurant
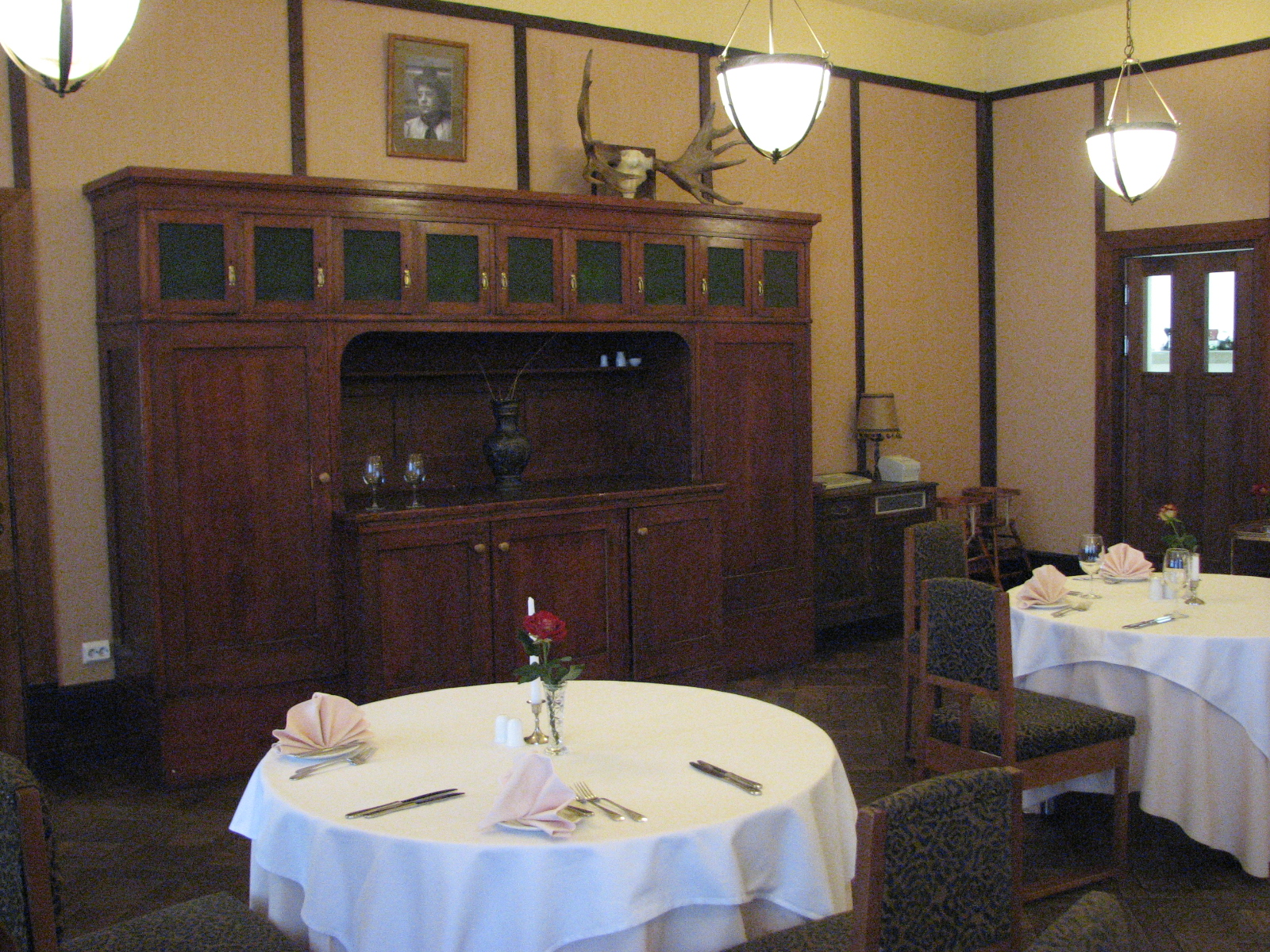
Anna Sophie restaurant
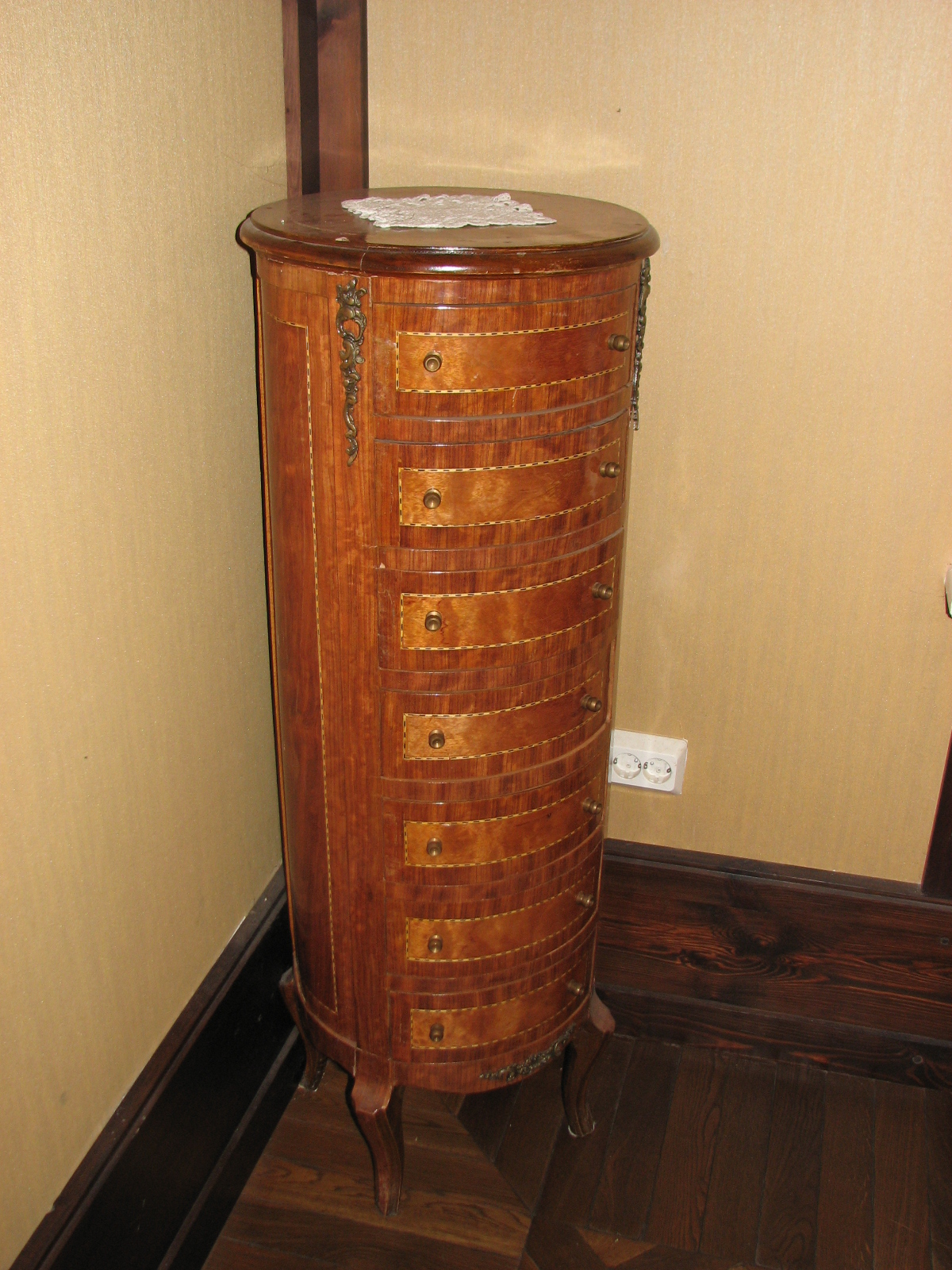
Anna Sophie restaurant
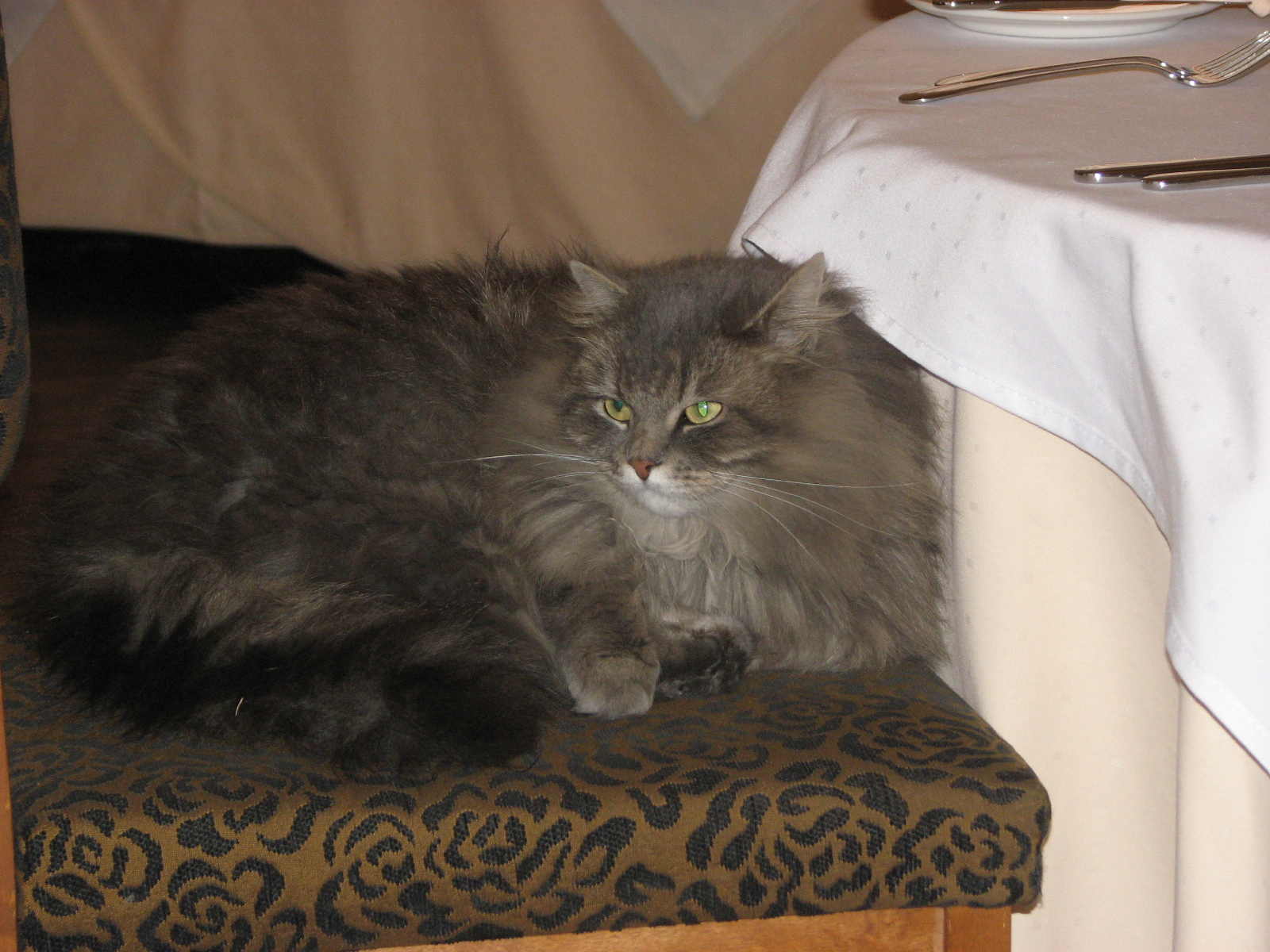
Anna Sophie restaurant - castle cat
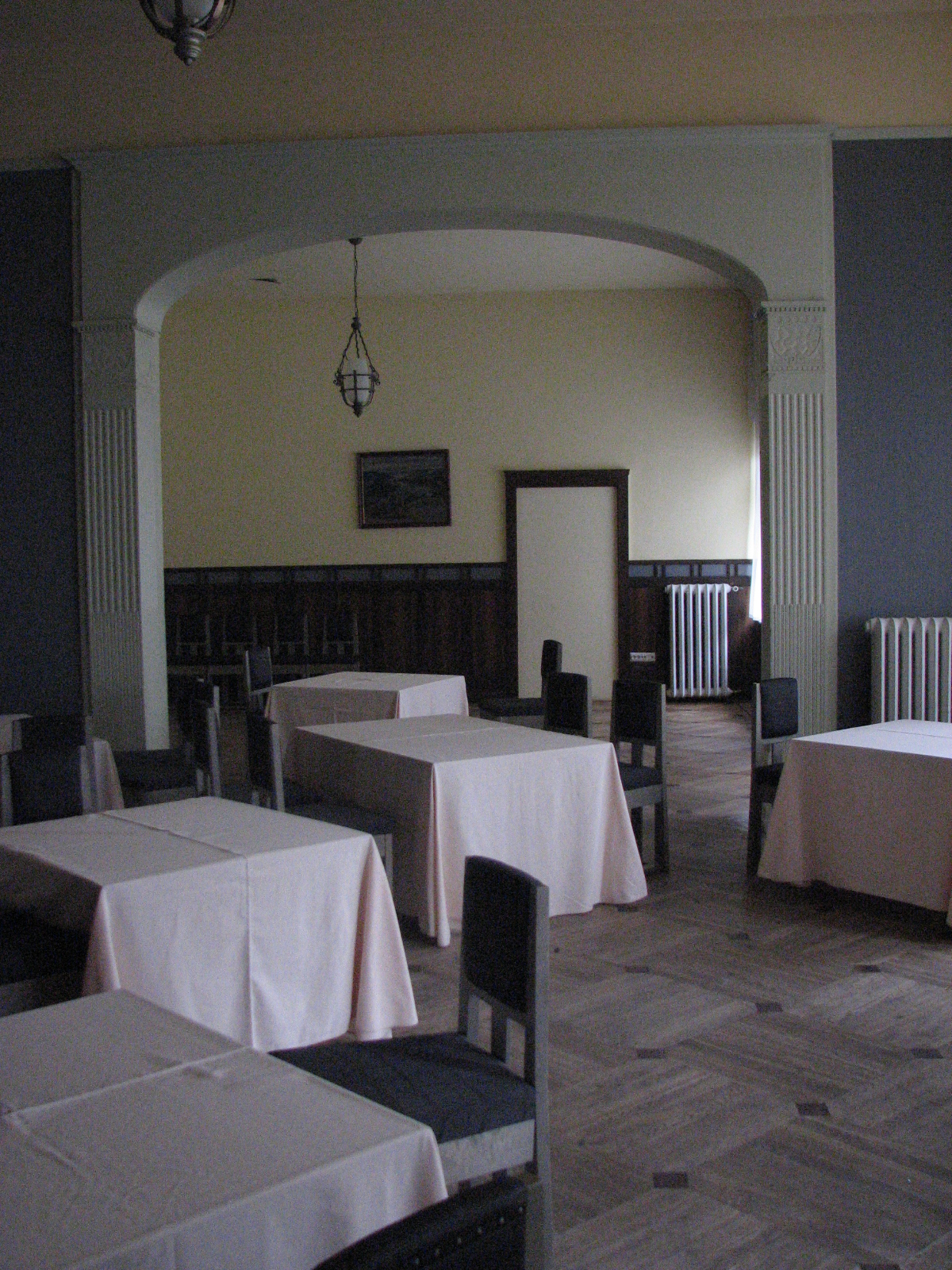
Hugo Saal
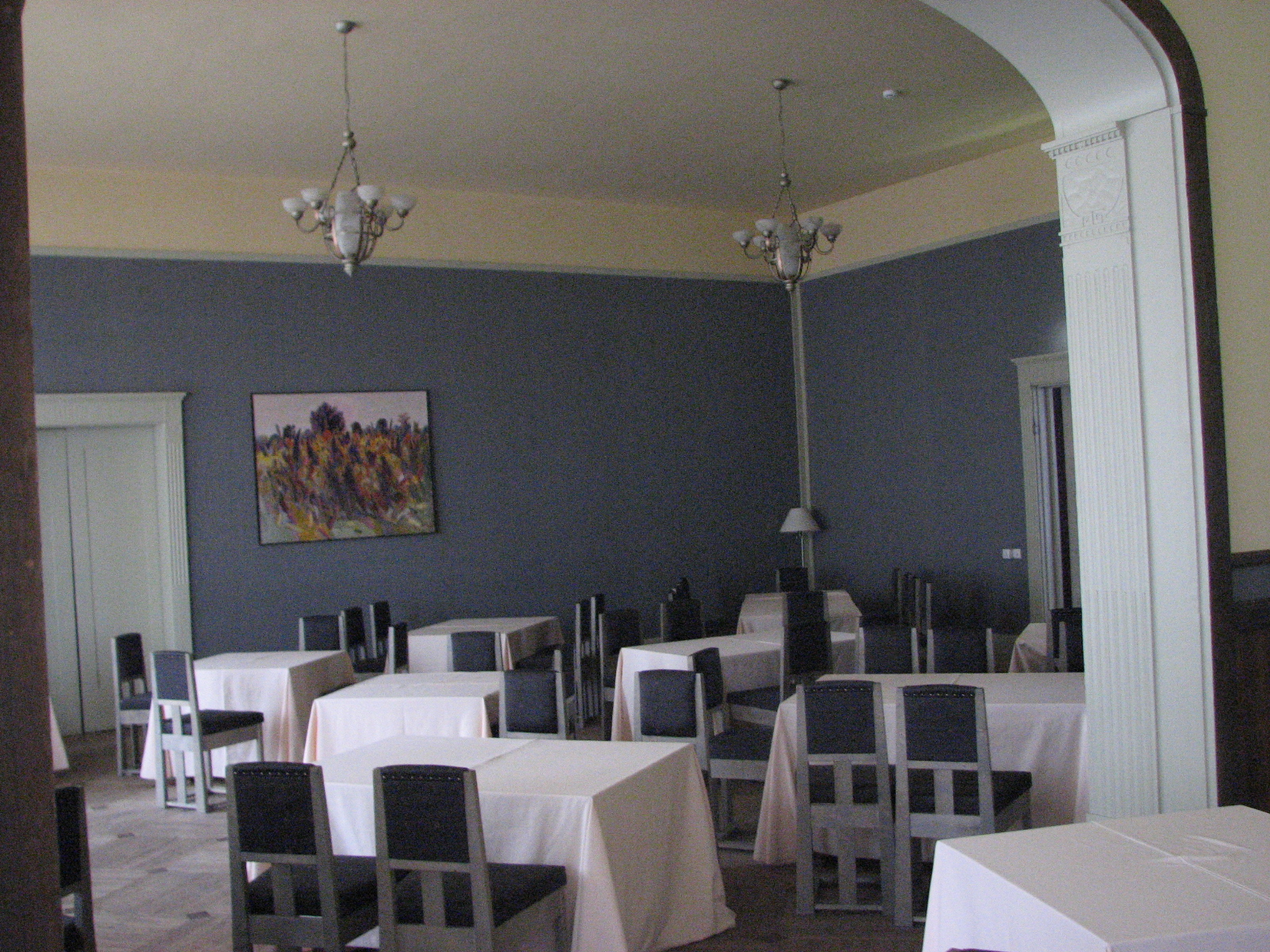
Hugo Saal
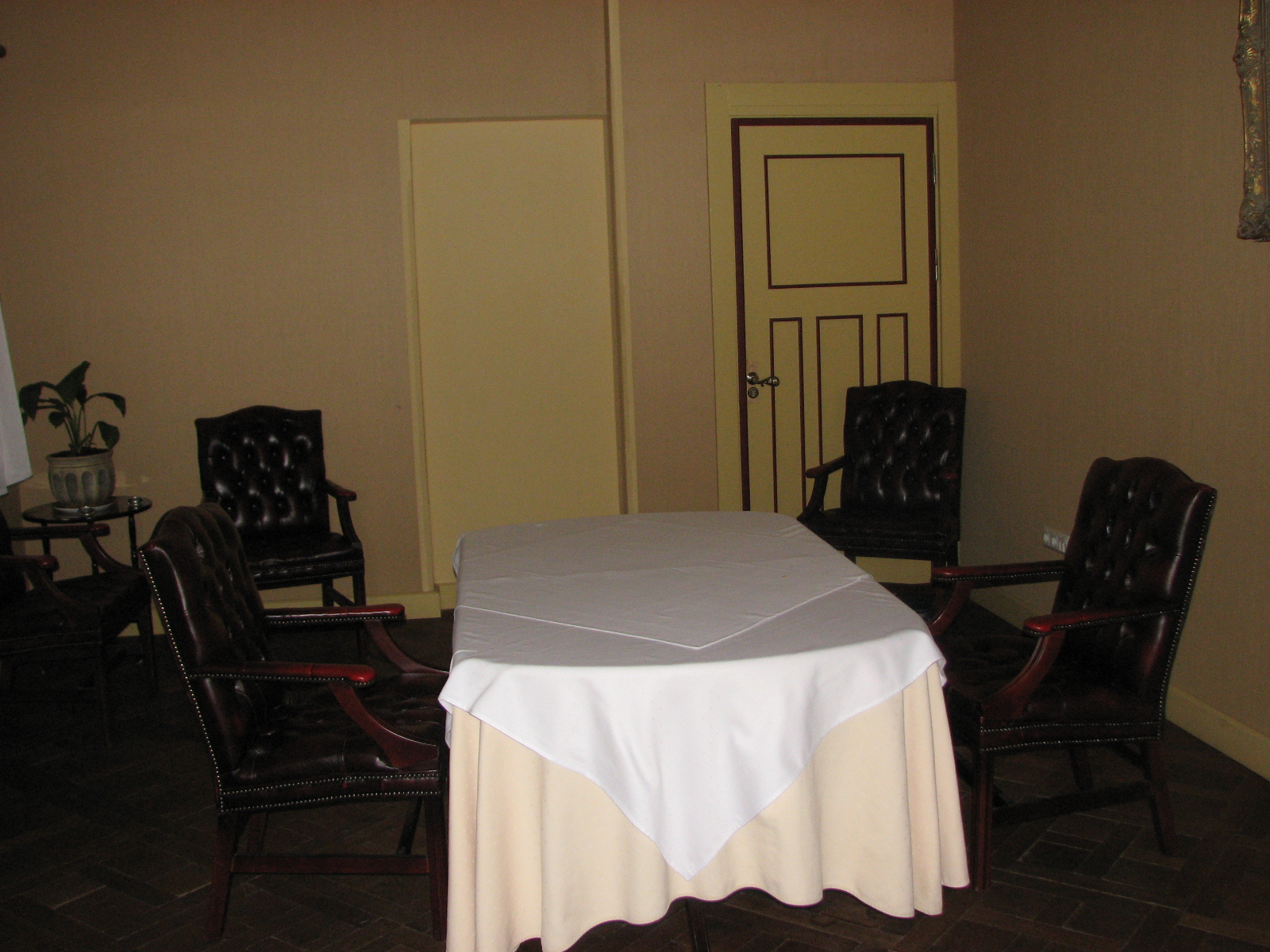
Rüütli Saal
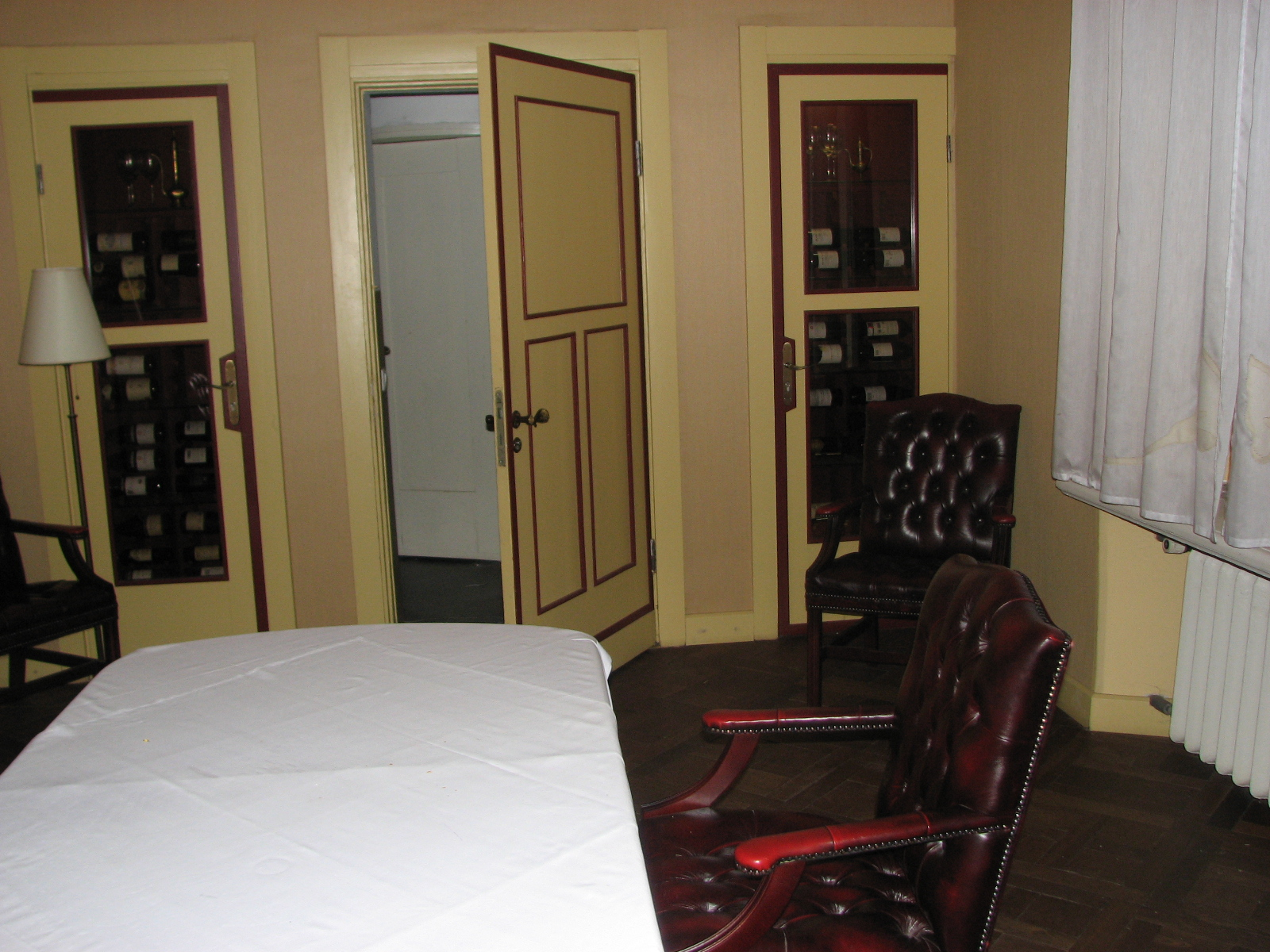
Rüütli Saal
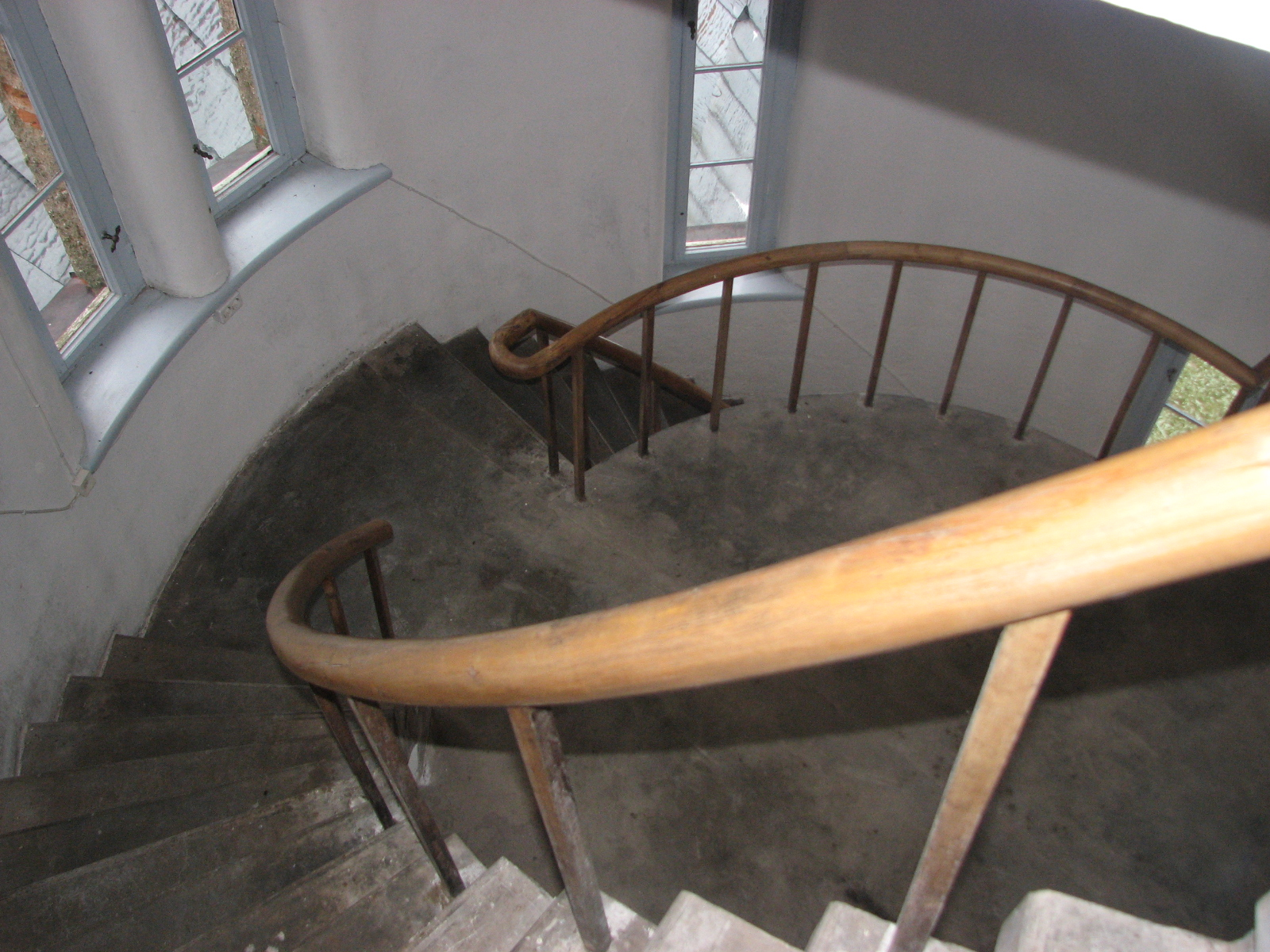
Stairway in the tower
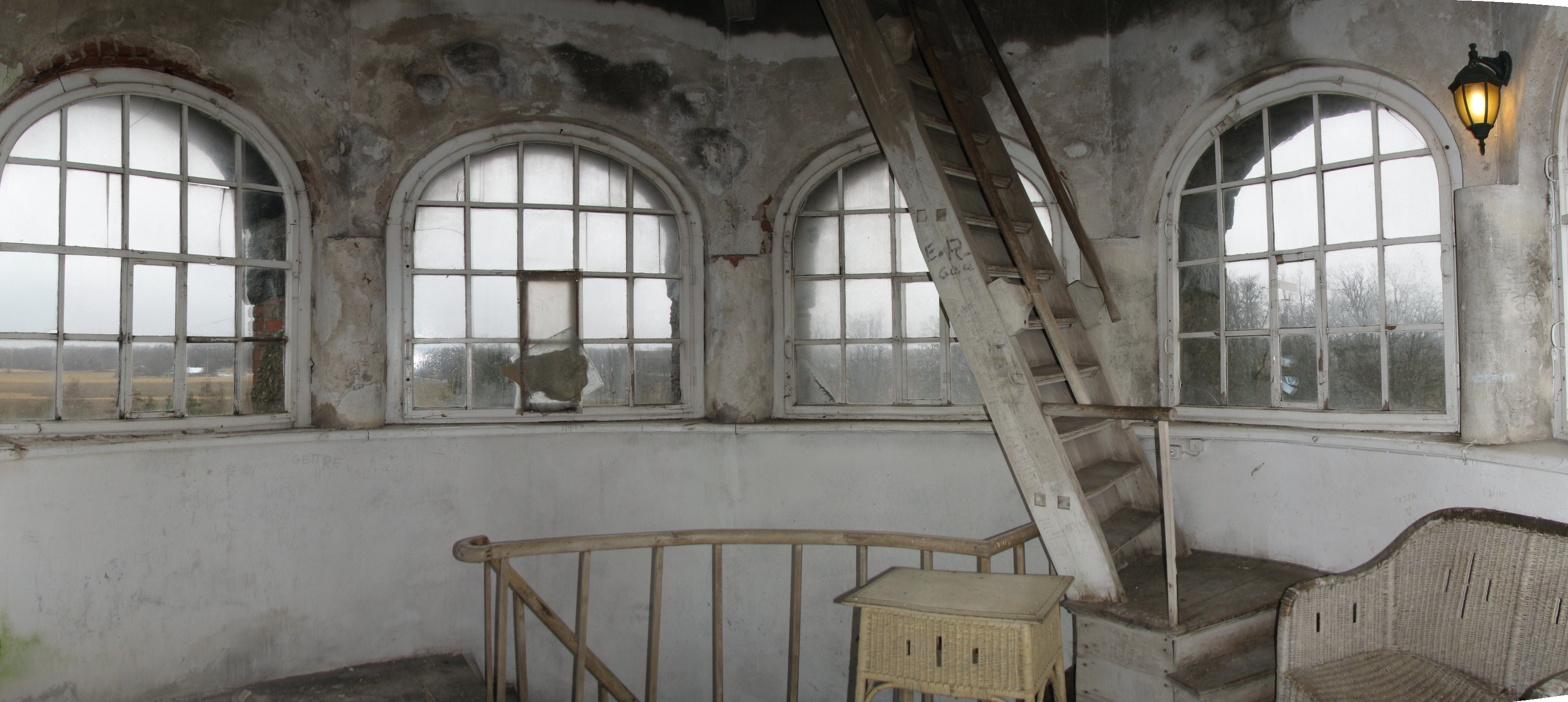
Observation room in the tower
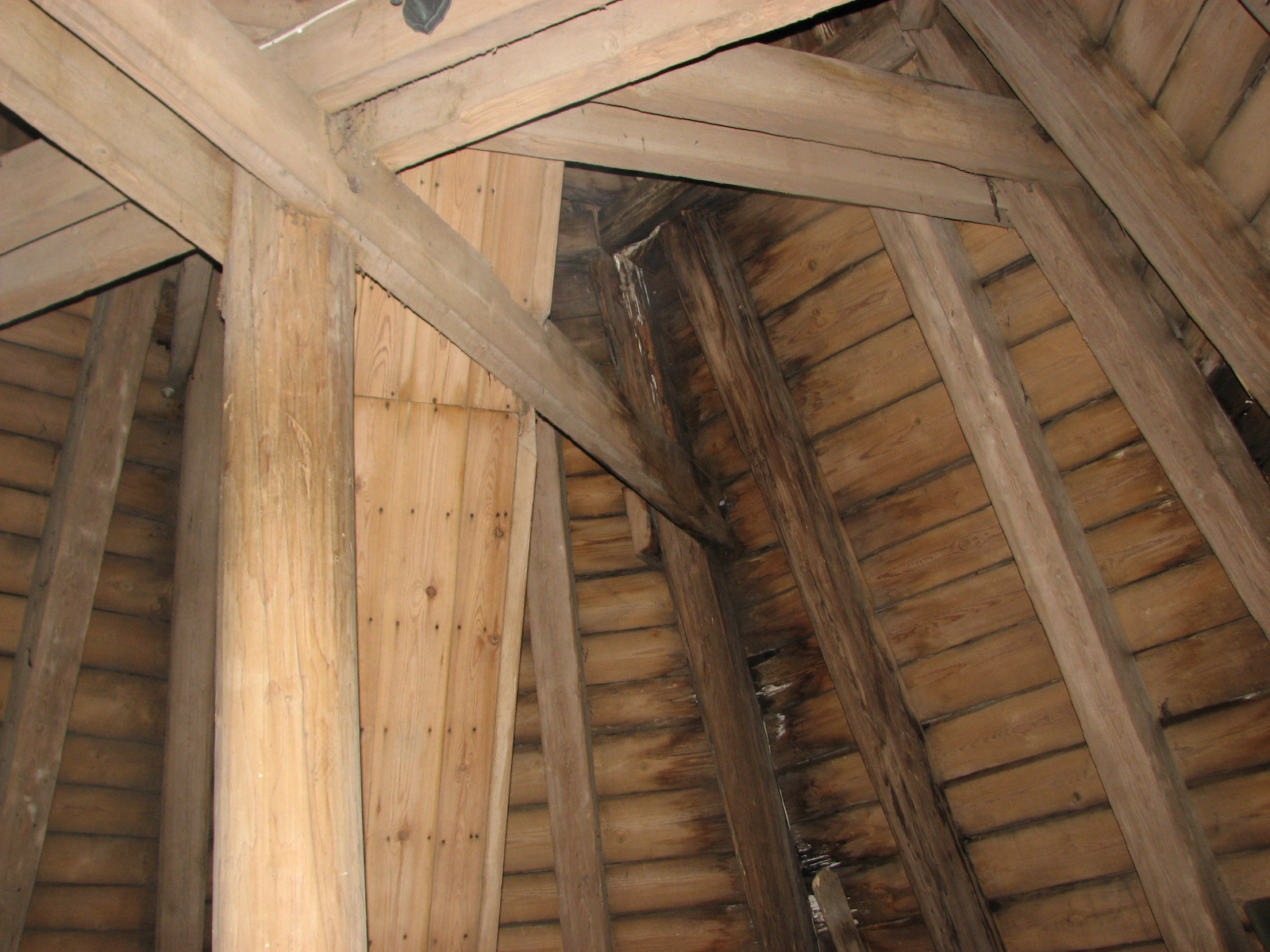
Stairway to top floor of tower from floor below
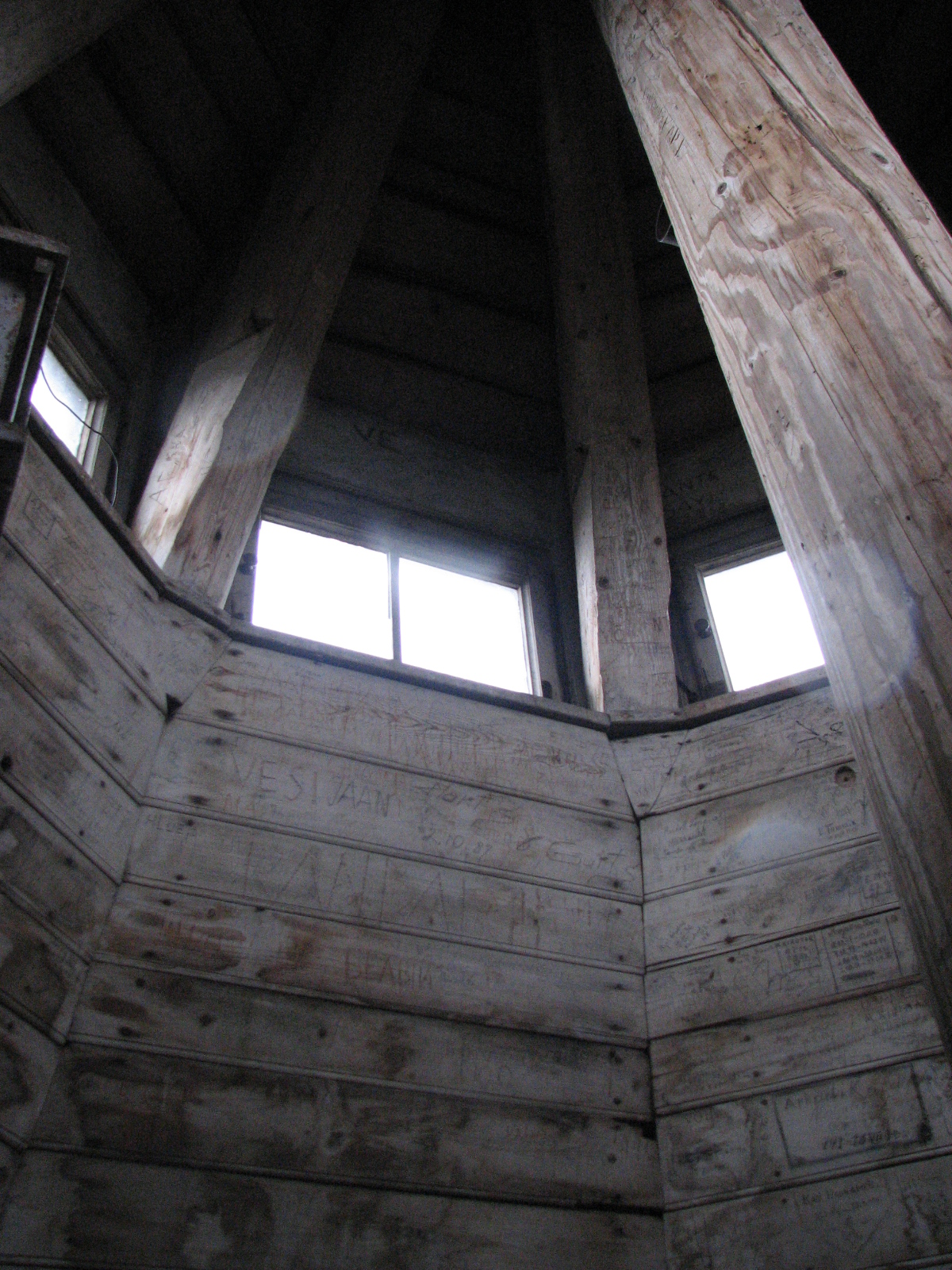
Top floor of tower
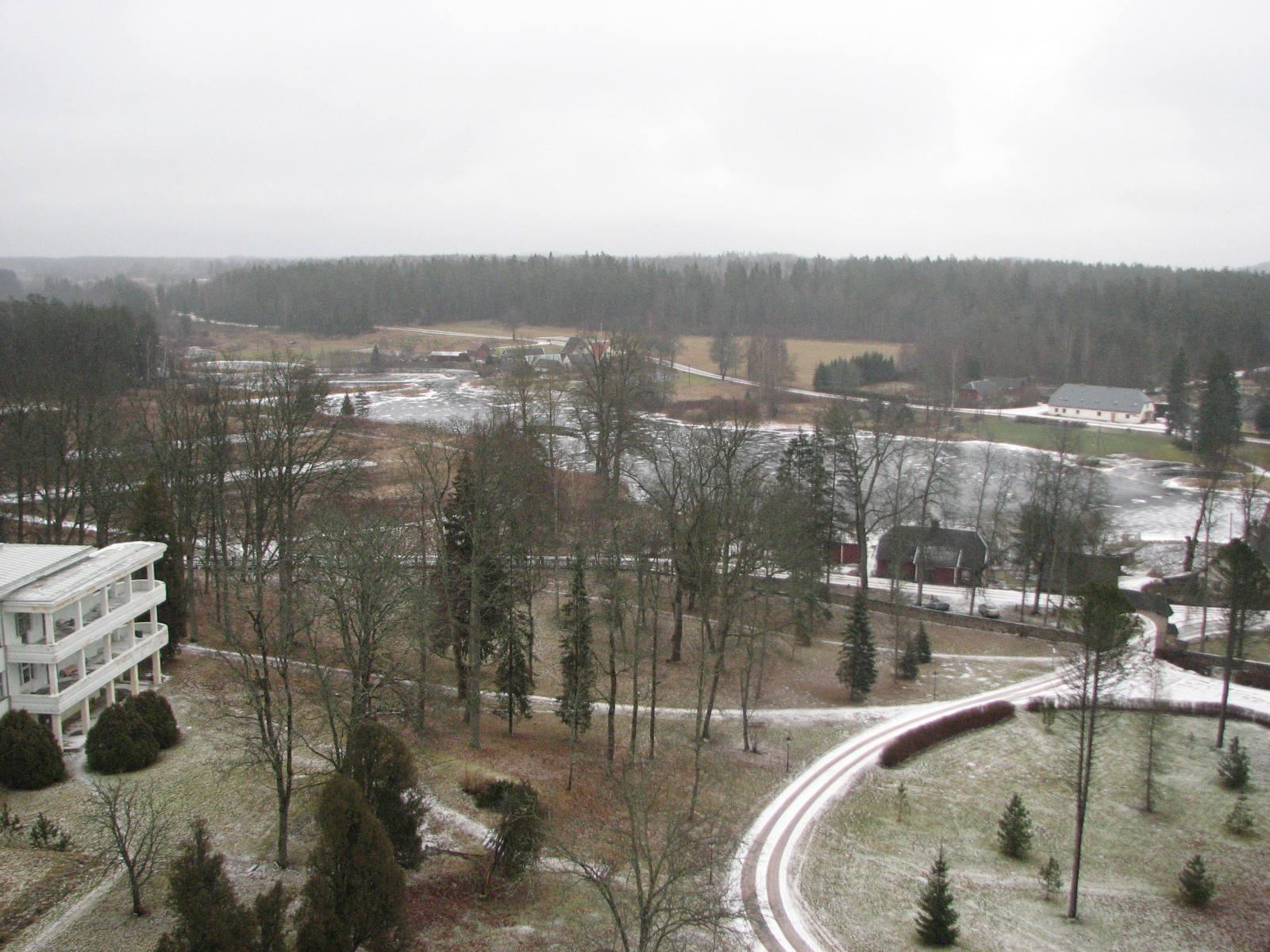
View from top floor of tower
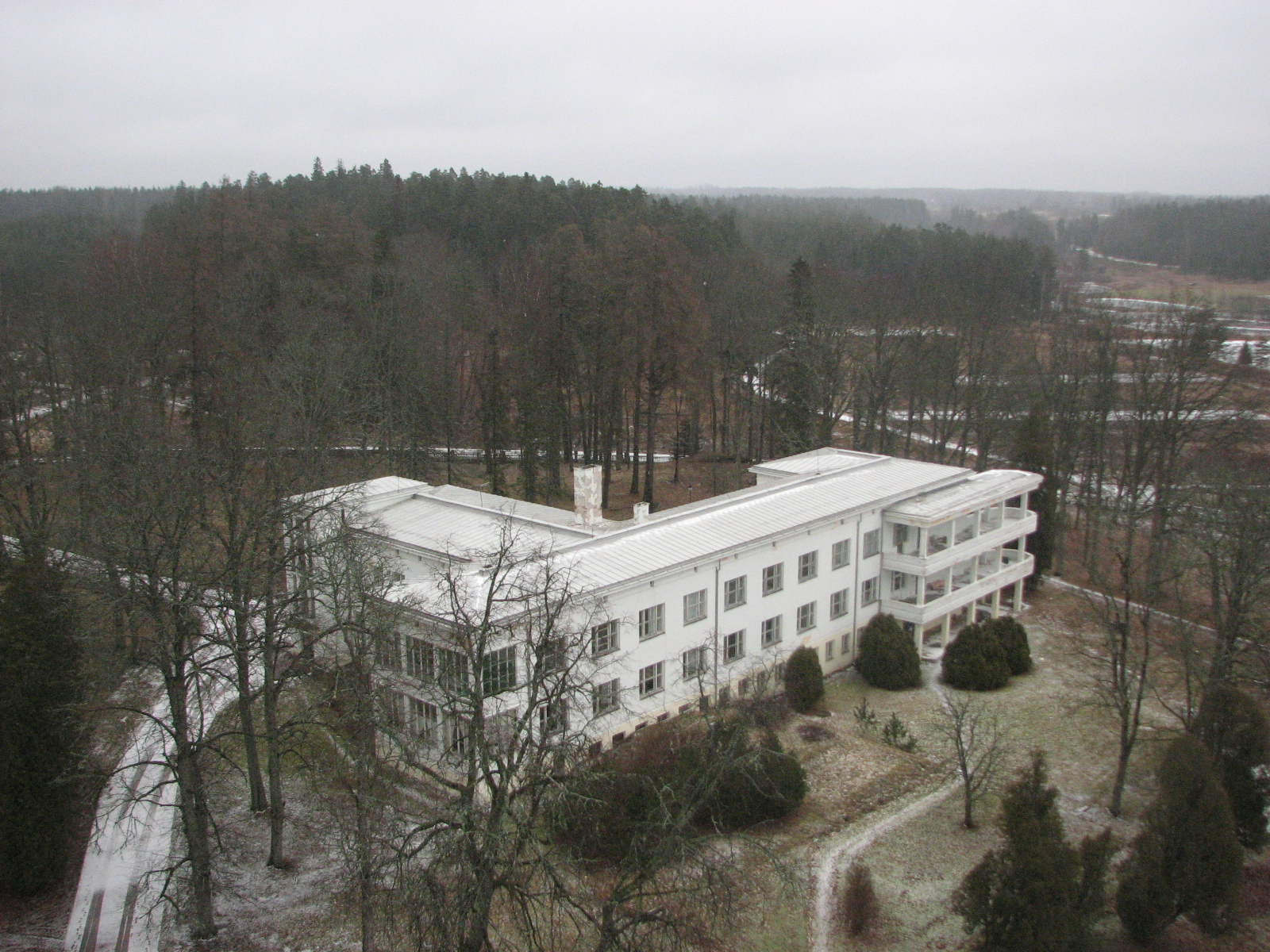
View from top floor of tower
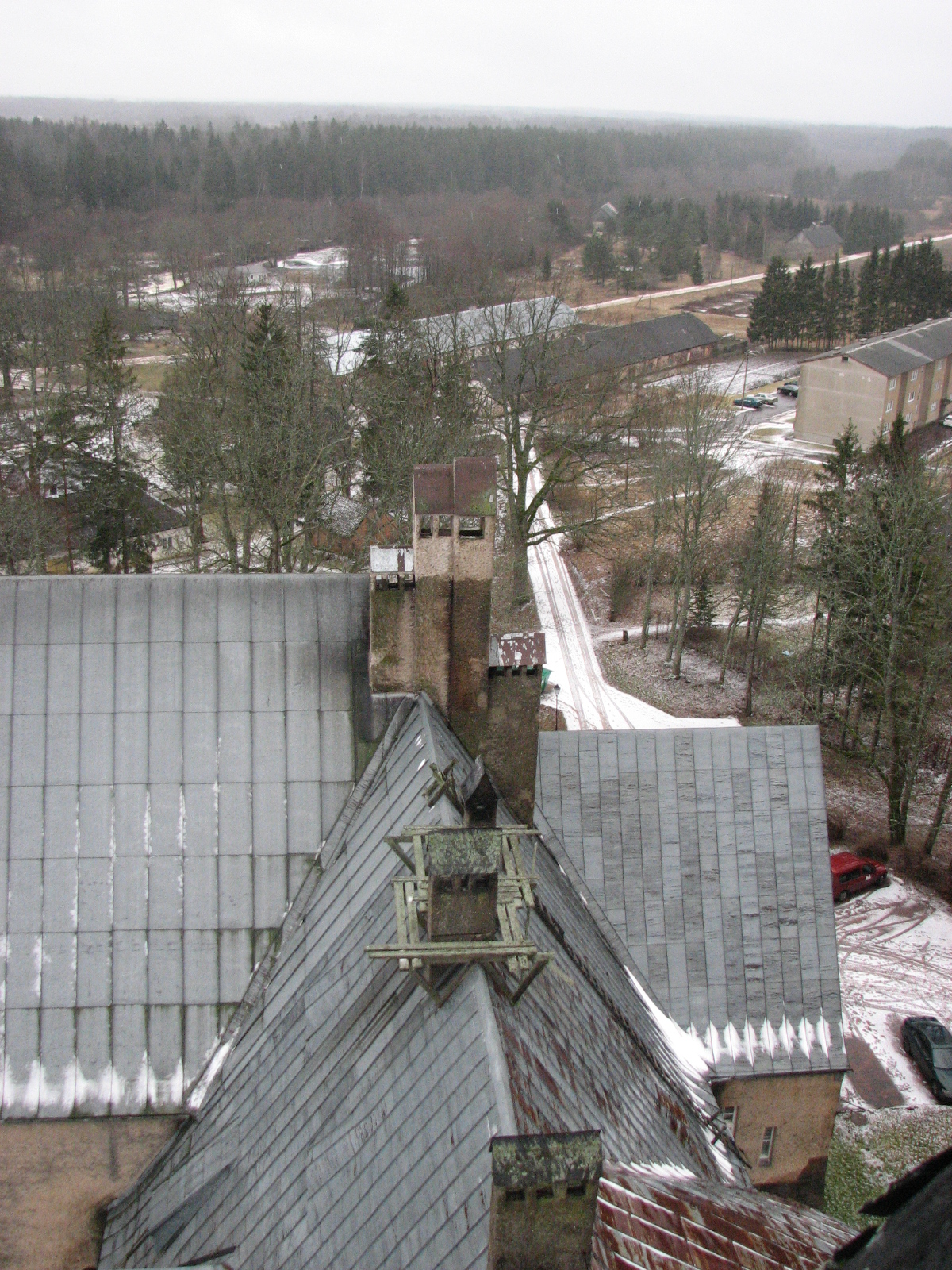
View from top floor of tower
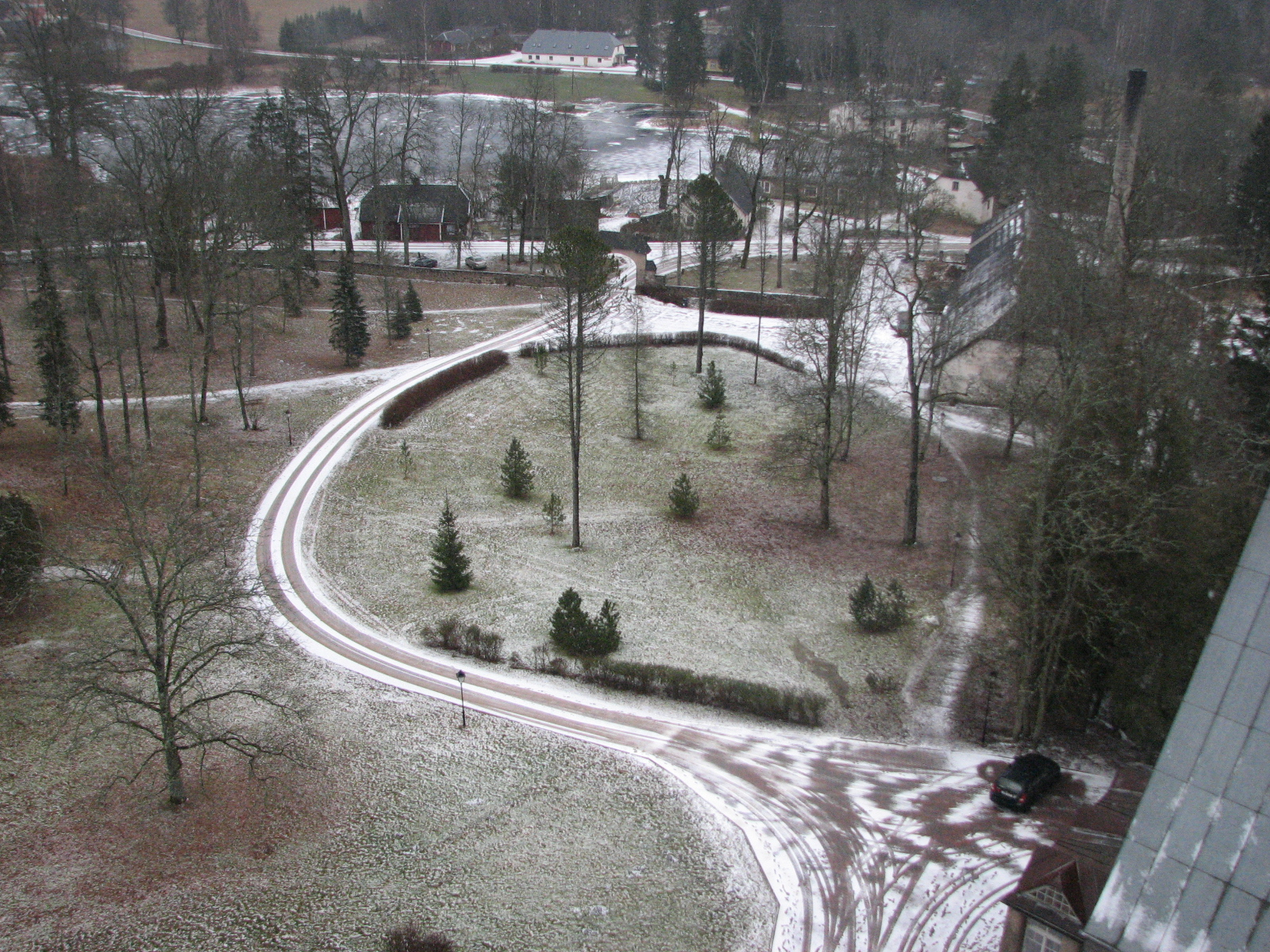
View from top floor of tower